# اینیوا
اینیوا (انگلیسی: Eneva) شرکت برق برزیلی است، که در سال ۲۰۰۱ تأسیس شد.